# Ana Miranda Paz
Ana María Miranda Paz (Cuntis, Pontevedra, 2 de mayo de 1971) es una jurista y política española de ideología nacionalista gallega. Es diputada del Bloque Nacionalista Galego (BNG) en el Parlamento Europeo, donde forma parte del grupo parlamentario Alianza Libre Europea-Los Verdes.

## Trayectoria académica
Estudió Derecho en la Universidad de Santiago de Compostela y en la de Passau (Alemania), especializándose en Derecho Europeo en la Universidad de La Coruña y en la Universidad Católica de Lovaina (Bélgica).
Es experta en Derecho Comunitario y posee una larga experiencia en el Parlamento Europeo. Entre 1998 y 1999 obtuvo la bolsa "Leonardo" para realizar prácticas en una consultora en Bruselas y la bolsa de prácticas en el Consejo de la Unión Europea en las áreas de política regional y social.

## Eurodiputada
En las elecciones al Parlamento Europeo de 2009 representó al BNG en la lista de Europa de los Pueblos-Verdes, con Esquerra Republicana de Catalunya (ERC) y otros nacionalistas de izquierda. Coincidiendo con el cambio de la presidencia a mediados de la séptima legislatura en el Parlamento Europeo, ocupó su escaño en Estrasburgo el 16 de enero de 2012. Sus prioridades fueron la participación en la negociación de los fondos europeos 2014-2020, el sector naval, el sector agropecuario y el resto de actividades de los llamados sectores productivos. Permaneció en el cargo hasta el 9 de julio de 2013.
En las elecciones al Parlamento Europeo de 2014 fue en el segundo puesto de la lista electoral de Los Pueblos Deciden, coalición de EH Bildu, BNG y otras fuerzas nacionalistas de Asturias, Canarias y Aragón. La candidatura solo obtuvo un diputado; pero, siguiendo los pactos de la coalición, Josu Juaristi (EH Bildu) le cedió su escaño en febrero de 2018, cuando quedaba año y medio para el final de la legislatura.
En las elecciones al Parlamento Europeo de 2019, fue en el cuarto puesto de Ahora Repúblicas, coalición de ERC, EH Bildu y BNG, entre otros. La candidatura obtuvo tres diputados, y al igual que en la legislatura anterior, el representante de EH Bildu Pernando Barrena le cedió su escaño cuando quedaba año y medio para el fin de la legislatura, en esta ocasión en septiembre de 2022.
Se presentó en la candidatura de Ahora Repúblicas para las elecciones al Parlamento Europeo de 2024, obteniendo su escaño de eurodiputada.